# Marek Douša
Marek Douša (* 21. prosince 1962 Kolín) je český karikaturista, kreslíř, autor knižních ilustrací a publicista.

## Život
Po maturitě nastoupil na dřevařskou pomaturitní nástavbu v České Lípě a začal hrát amatérsky divadlo ve spolku Jirásek, se kterým objížděl ochotnické festivaly. V té době se setkal s řadou osobností, například v Hronově se sedmnáctiletým Petrem Léblem, který jej ovlivnil k psaní divadelních her. Po absolvování základní vojenské služby, kde se začal věnovat kreslení, se stal obchodníkem se dřevem do Rumunska, odkud tehdejší socialistické Československo bralo bukovou dýhu na kancelářský nábytek. V roce 1987 se poprvé oženil s paní Janou, se kterou má dvě děti, dceru Zuzanu a syna Vojtěcha. Poté co opustil kariéru obchodníka se dřevem, pracoval v různých povolání, např. i jako uklízeč v Praze v krčské nemocnici na interně. V roce 1992 založil spolu s Michalem Hrdým časopis Sorry, aby měli kde publikovat černý humor. Kolem roku 2000 se z Prahy se svou druhou ženou Gabrielou, kterou byla v jiném stavu a neměli kde bydlet, přestěhoval do Šluknovském výběžku do Velkého Šenova do domu po rodičích, kde vyrůstal. Ve Velkém Šenově uspořádal dva ročníky filmového festivalu Šenovská svině. Jeho žena Gabriela se zde stala spisovatelkou a redaktorkou, sociální aktivistkou v oblasti pomoci znevýhodněným dětem. V časopise Reflex, jako kreslíř humoru působil přes čtvrtstoletí až do roku 2024, a publikoval webové články od roku 2010. Své humoristické obrázky v letech 2008–2011 zveřejňoval také na webu iDNES.cz. Ze svého domovského Šluknovského výběžku začal spravovat v roce 2012 zpravodajský web s důrazem na kulturu, www.vybezek.eu. Doménu Výběžek.eu původně koupil jako dárek pro svou ženu, která v té době dávala výpověď v jedněch místních novinách, aby si měla s čím hrát a kam psát. Nakonec se žena dohodla v novinách na další spolupráci a tak kromě kresleného humoru začal na tento web i psát sám a přinášet zprávy ze Šluknovského výběžku. Obrázky a články začal publikovat od roku 2017 také na portálu www.naseveru.net.

## Monografie
- DOUŠA, Marek. Čárymáry. [s.l.]: Ještě žijem, 2020. 148 s. Dostupné online. ISBN 978-80-270-8025-0.
- HRDÝ, Michal; HOFMAN, Zdeněk; PRALOVSZKÝ, Boris; HAVLÍČEK, Jiří; ŠTANCEL, Vlado; DOUŠA, Marek; RAKUS, Radovan a další. The Bestiální Of Sorry. [s.l.]: Knihcentrum, 1999. 160 s. Dostupné online. ISBN 80-86054-77-2.